# Непокорени
Непокорени (бенг. অপরাজিত) је индијски драмски филм из 1956. године, режисера и сценаристе Сатјађита Раја, заснован на елементима романа Песма малог пута и Непокорени које је написао Бибутибушан Бандјопадјај. Друго је остварење у Трилогији о Апуу и наставља се тамо где се претходни филм, Песма малог пута (1955), завршио; Апуова породица се преселила у Бенарес, а радња прати Апуов живот од детињства до његових студија на факултету. Главне улоге у филму тумаче Пинаки Сенгупта, Кану Банерџи, Каруна Банерџи, Смаран Госал, Рамани Ранџан Сенгупта, Чарупракаш Гош и Субод Гангули.
Када је Рај почео да снима Песму малог пута, није планирао да направи и наставак. Критички и комерцијални успех тог филма подстакао га је да почне да снима Непокорене. За разлику од свог претходног остварења, где је остао веран роману, Рај је за наставак донео неке смеле уметничке одлуке, као што је осликавање односа између Апуа и његове мајке на сасвим другачији начин од књиге. Као резултат тога, за разлику од свог претходника, филм није био добро прихваћен на локалном нивоу; Рај је изјавио да је „публика у предграђу била шокирана приказом односа мајке и сина, који је тако оштро у супротности са конвенционалном представом о узајамној нежности и привржености”.
Пријем филма ван Индије, међутим, био је знатно позитивнији. Освојио је 11 међународних награда, укључујући Златног лава и награду критичара на Филмском фестивалу у Венецији, по чему је био први филм који је награђен са обе. Критички успех овог филма охрабрио је Раја да сними још један наставак, Апуов свет (1959), који је такође добро прихваћен, тиме закључивши једну од најхваљенијих филмских трилогија свих времена, како је Роџер Иберт касније истакао: „Ова три филма... освојила су главне награде у Кану, Венецији и Лондону и створила нови филмски талас у Индији – чија је плодна филмска индустрија традиционално остајала у уским оквирима авантуристичких музичких романса. Никада раније један човек није имао тако одлучујући утицај на филмове своје културе”.

## Радња
Године 1920, Апу и његови родитељи, који су напустили свој дом у руралном Бенгалу, настанили су се у стану у Бенаресу где његов отац Харихар ради као свештеник. Харихар напредује у својим новим активностима: молитви, певању и служењу међу гатима на светој реци Ганг. Међутим, Харихара хвата грозница и убрзо умире, а његова жена Сарбаџаја је приморана да почне да ради као кућна помоћница. Уз помоћ праујака, Апу и његова мајка се враћају у Бенгал и насељавају се у селу Мансапота. Тамо Апу шегртује као свештеник, али жуди да похађа локалну школу и убеђује мајку да му то дозволи. Показује се као одличан ученик, импресионирајући гостујућег достојанственика, а директор почиње да се посебно занима за њега.
У року од неколико година, адолесцент Апу је прошао довољно добро да добије стипендију да оде у Калкуту на даље студије. Сарбаџаја се осећа напуштеном и уплашена је због тога, али попушта и с љубављу пакује синовљев кофер. Апу путује возом до града и почиње да ради у штампарији, после предавања, да би се издржавао. Све више се навикава на градски живот и осећа се неприкладно у селу. Сарбаџаја очекује да јој често долази у посете, али он је посећује само неколико пута. Њена усамљеност и чежња за сином расту. Она се озбиљно разболи, али не открива своју болест Апуу, да му не би пореметила учење. Када Апу коначно схвати њено лоше здравствено стање, враћа се у село и открива да је умрла. Бабатаран, Апуов праујак, тражи да остане тамо и обави последње обреде за своју мајку. Апу одговара да ће обавити последње обреде у Калкути и одлази назад у град.

## Улоге
| Глумац                    | Улога            |
| ------------------------- | ---------------- |
| Пинаки Сенгупта (дечак)   | Апурба „Апу” Рој |
| Смаран Госал (адолесцент) | Апурба „Апу” Рој |
| Кану Банерџи              | Харихар Рој      |
| Каруна Банерџи            | Сарбаџаја Рој    |
| Рамани Ранџан Сенгупта    | Бабатаран        |
| Чарупракаш Гош            | Нанда Бабу       |
| Субод Гангули             | директор         |